# Pipestone nationalmonument

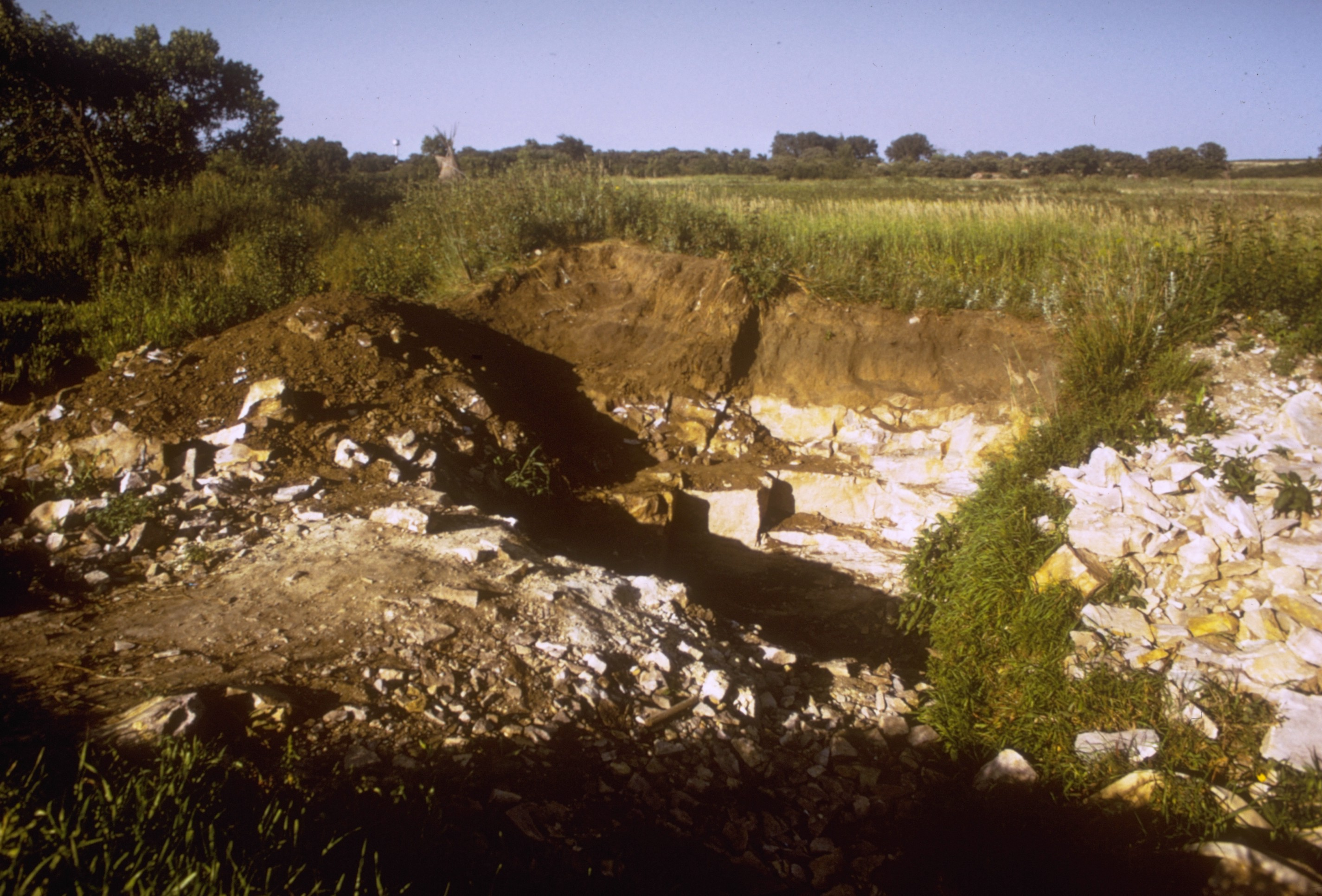
Pipestone nationalmonument

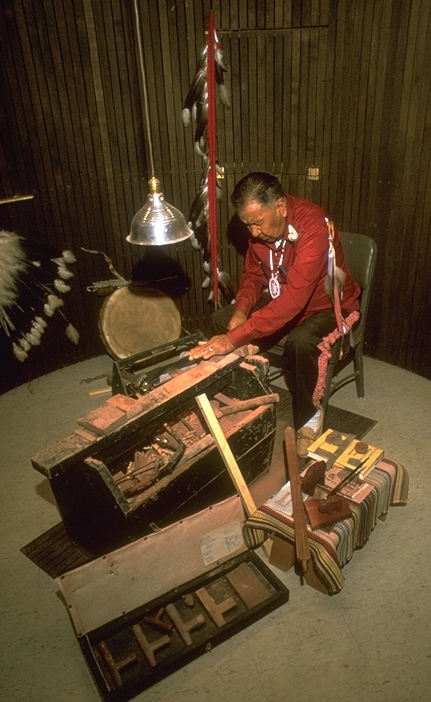
Demonstration av hantverk

Pipestone nationalmonument ligger i delstaten Minnesota i USA. Platsen anses helig av flera indianstammar. Nationalmonumentet etablerades 1937 för att bevara den säregna naturen. Än idag snidas heliga pipor av den vita stenen. Här demonstreras också flera andra hantverk.